# Ángel Madrazo
Ángel Madrazo Ruiz (* 30. července 1988) je španělský profesionální cyklista jezdící za UCI ProTeam Burgos BH.
Madrazo po sezóně 2013 opustil Movistar Team a připojil se k týmu Caja Rural–Seguros RGA. V srpnu 2016 oznámil tým Delko–Marseille Provence, že se k nim Madrazo připojí na sezóny 2017 a 2018.
28. srpna 2019 získal Madrazo nejcennější vítězství své kariéry, a to 5. etapu na etapovém závodu Vuelta a España, 10 sekund před týmovým kolegou Jetsem Bolem.

## Hlavní výsledky
2008
Circuito Montañés
8. místo celkově
vítěz 5. etapy
2011
5. místo GP Miguel Indurain
5. místo Prueba Villafranca de Ordizia
2012
3. místo GP Miguel Indurain
Tour Méditerraneen
5. místo celkově
5. místo Klasika Primavera
6. místo Tre Valli Varesine
2013
Tour of Britain
 vítěz bodovací soutěže
 vítěz soutěže mladých jezdců
2. místo Prueba Villafranca de Ordizia
2014
2. místo Giro dell'Emilia
Tour du Gévaudan Languedoc-Roussillon
8. místo celkově
 vítěz vrchařské soutěže
2015
vítěz Prueba Villafranca de Ordizia
Tour du Gévaudan Languedoc-Roussillon
 vítěz vrchařské soutěže
3. místo Giro dell'Emilia
7. místo Circuito de Getxo
Vuelta a España
 cena bojovnosti po 8. a 18. etapě
2016
Étoile de Bessèges
vítěz 4. etapy
2. místo Prueba Villafranca de Ordizia
7. místo Circuito de Getxo
Vuelta a Asturias
7. místo celkově
2017
Circuit de la Sarthe
vítěz vrchařské soutěže
2. místo Circuito de Getxo
Kolem Rakouska
9. místo celkově
2018
Kolem Rakouska
7. místo celkově
7. místo Tour du Gévaudan Occitanie
Vuelta a Aragón
8. místo celkově
Kolem Almaty
8. místo celkově
2019
Vuelta a España
vítěz 5. etapy
lídr  po etapách 2 – 15
 cena bojovnosti po etapách 2, 3 a 16
Troféu Joaquim Agostinho
6. místo celkově
2021
2. místo Vuelta a Murcia
Vuelta a España
 cena bojovnosti po 4. etapě
2022
Tour du Rwanda
4. místo celkově

### Výsledky na Grand Tours
| Grand Tour      | 2011                                   | 2012                                   | 2013                                   | 2014                                   | 2015                                   | 2016                                   | 2017                                   | 2018                                   | 2019                                   | 2020                                   | 2021                                   |
| --------------- | -------------------------------------- | -------------------------------------- | -------------------------------------- | -------------------------------------- | -------------------------------------- | -------------------------------------- | -------------------------------------- | -------------------------------------- | -------------------------------------- | -------------------------------------- | -------------------------------------- |
| Giro d'Italia   | Nikdy se nezúčastnil během své kariéry | Nikdy se nezúčastnil během své kariéry | Nikdy se nezúčastnil během své kariéry | Nikdy se nezúčastnil během své kariéry | Nikdy se nezúčastnil během své kariéry | Nikdy se nezúčastnil během své kariéry | Nikdy se nezúčastnil během své kariéry | Nikdy se nezúčastnil během své kariéry | Nikdy se nezúčastnil během své kariéry | Nikdy se nezúčastnil během své kariéry | Nikdy se nezúčastnil během své kariéry |
| Tour de France  | Nikdy se nezúčastnil během své kariéry | Nikdy se nezúčastnil během své kariéry | Nikdy se nezúčastnil během své kariéry | Nikdy se nezúčastnil během své kariéry | Nikdy se nezúčastnil během své kariéry | Nikdy se nezúčastnil během své kariéry | Nikdy se nezúčastnil během své kariéry | Nikdy se nezúčastnil během své kariéry | Nikdy se nezúčastnil během své kariéry | Nikdy se nezúčastnil během své kariéry | Nikdy se nezúčastnil během své kariéry |
| Vuelta a España | DNF                                    | —                                      | —                                      | —                                      | 44                                     | DNF                                    | —                                      | —                                      | 119                                    | 43                                     | 63                                     |

| —   | Nezúčastnil se |
| DNF | Nedokončil     |